# Rory Turner
Rory Turner (Auckland, Nova Zelanda, 19 de juny de 1994) és un futbolista neozelandès que actualment juga pel Waikato FC del Campionat de Futbol de Nova Zelanda com a davanter.

## Trajectòria per club
Turner debutà amb el Waitakere United el març de 2011 en un partit de la Lliga de Campions de l'OFC contra l'AS Magenta de la Polinèsia Francesa; en aquest partit Turner entraria com a substitut en el 62è minut i l'equip neozelandès acabaria guanyant 2 a 1. Incloent aquell partit, ha jugat en un total de 10 partits pel club, i ha marcat dos gols pel club en un partit del Campionat de Futbol de Nova Zelanda contra el YoungHeart Manawatu en què el Waitakere guanyà per un 6 a 1 al Fred Taylor Park d'Auckland.
Des de la temporada 2012-13 Turner juga pel Waikato FC.

## Trajectòria internacional
En el Campionat Sub-17 de l'OFC de 2011 va formar part de la plantilla neozelandesa que jugaria el torneig a Auckland. Turner hi jugà en tres dels cinc partits en què juga la selecció neozelandesa i marcà en un partit contra la selecció de Samoa Nord-americana.

## Palmarès
- Campionat Sub-17 de l'OFC (1): 2011.
- Campionat de Futbol de Nova Zelanda (2): 2010-11, 2011-12.